# とある飛空士への夜想曲
『とある飛空士への夜想曲』（とあるひくうしへのやそうきょく）は、犬村小六による日本のライトノベルシリーズ。イラストは森沢晴行。小学館ガガガ文庫より、2011年7月に上巻、2011年9月に下巻が刊行された。『とある飛空士への恋歌』に続く「飛空士」シリーズ第3弾。「みんなで選ぶベストラノベ2011」では感想部門で4位を獲得している。2019年9月時点で「飛空士」シリーズ全体の全世界累計発行部数は130万部を記録している。

## 概要
舞台となる国や登場人物を一新した前作『とある飛空士への恋歌』とは異なり、シリーズ第1作『とある飛空士への追憶』からのスピンオフとして企画された。第1作で描かれた「海猫作戦」や、それ以降の中央海戦争の顛末を、千々石たち帝政天ツ上側の飛空士からの視点で捉えた物語である。
「第二次世界大戦」「プロペラ飛行機」「旧日本軍」をモチーフとし、シリーズ中で最も戦争文学の要素が強い。作中には各所に太平洋戦争へのオマージュが見受けられる。また、帝政天ツ上側の地名・人名・基地名には著者の故郷でもある九州の地名が数多く登場している。
刊行されたのは『恋歌』よりも後であるが、時系列は『追憶』の直後であり、物語は『追憶』にも描かれているシーンの天ツ上側視点から始まる。

## あらすじ
中央海と呼ばれる海を挟んで1万2000キロメートル隔たった西方大陸と東方大陸の2大陸のみが存在する世界で、西方大陸を支配する神聖レヴァーム皇国と東方大陸を支配する帝政天ツ上の両国は100年前の接触以来、激しい対立を続けていた。国力に劣る天ツ上は、かつての全面戦争に敗北して領土の一部をレヴァーム自治区"サン・マルティリア"として割取されている。それから60年が経ち、2度目の全面戦争「中央海戦争」が勃発した。敗戦以来軍事力を増強してきた天ツ上に対して劣勢に立たされたレヴァームは、レヴァーム王子婚約者でもあるサン・マルティリア領主令嬢ファナを「海猫」が操縦する偵察機の後席に乗せて陥落寸前のサン・マルティリアから脱出させる極秘作戦、「海猫作戦」を実行に移す。
レヴァーム王子の暗号無線から作戦を事前に察知していた天ツ上は、レヴァーム側の厭戦気分に拍車をかけべるく作戦の阻止へと動き出す。出撃した天ツ上海軍パイロットの中には、天ツ上海軍撃墜王・千々石武夫の顔もあった。「海猫」に対して仕掛けた編隊空戦をことごとく躱され、さらに独断専行で仕掛けた一騎討ちにも敗れた千々石は、海猫との再戦を夢見ていくつもの戦場を渡り、レヴァームから「魔犬」と恐れられる存在になっていく。
千々石ら撃墜王たちの奮闘により天ツ上は連戦連勝を続けるが、「エスト・ミランダ沖海戦」にて着水中の飛空母艦6隻のうち4隻を撃沈され、その上熟練飛空士を多数失う大敗北を喫する。そして、レヴァームの圧倒的な産業力を前にして形勢は徐々に逆転していく。兵器の性能・物量ともに優位となり始めたレヴァームは、天ツ上が西海に築いた拠点を奪還し、前線を東へと押し上げ続ける。悪化し続ける戦況下で幾度となく繰り返される防空戦の最中、千々石は再戦を願ってやまなかった「海猫」が戦友を次々と撃墜していく様を目にする。
大瀑布を越え、天ツ上本土へ向かって東海を進撃するレヴァーム機動艦隊を迎え撃つべく、天ツ上は淡島周辺海域を決戦の地と定めて艦隊決戦に挑む。そして空母「雲鶴」から出撃した千々石は、ついに「海猫」との再戦を果たす。秘技に次ぐ秘技を互いに繰り出す死闘の末、千々石は「海猫」を撃墜する。「海猫」を墜とされたレヴァームに千々石を止められる者はおらず、千々石はレヴァーム艦隊に張り付いて艦砲射撃を誘導し、飛行中の戦艦対着水中の空母という一方的に有利な状況を作り出し、己の命を代償に決戦を勝利に導く。この機を逃さず、神聖レヴァーム皇国に漂い始めた厭戦気分をまとめ上げて天ツ上とレヴァームの休戦を取り付けたのは、かつて千々石が墜とし損ねた標的、レヴァーム皇妃ファナであった。

## 登場人物

### 帝政天ツ上
千々石 武夫（ちぢわ たけお）
本作の主人公。22歳。天ツ上空挺兵団正規飛空母艦「雲鶴」航空隊編隊長の特務中尉。開戦半年で撃墜数69という撃墜王。天ツ上軍で唯一「左捻り込み」を使える。敵の囮作戦を看破するなど、空戦技術はもとより飛空士としての勘もさえているが、軍規を軽々しく無視する問題児でもあり、上層部からはあまり好かれていない。空戦中は敵機の動きを「誰かの声」として聞くような感覚で把握しており、それを「空の声」と呼んでいる。『追憶』のシャルルや『恋歌』のカルエルも同じ力を一時的に発揮している描写がある。
彼の父親は常日野の領主に仕える士族だったが、サン・マルティリアの成立で失職し、一家は故郷を追われた。父親は誇り高かったが、それ故に手に職を持つことが出来ず、一家は貧乏生活を強いられた。
学業成績は優秀だったが、尋常小学校を卒業した直後に父を腹膜炎で亡くしたため、母を説得し進学を諦め、海底炭田で栄える「戦艦島」で炭坑夫として働く。その後塵肺により母も亡くし、家族はビーグルの老犬、タレオのみとなった。明日への希望も持たずに働いて寝るだけの日々をすごすようになるが、ベスタドである吉岡ユキと出会ったことで感情を取り戻し始める。漠然と飛空士にあこがれながらも、学歴を理由に諦めていたが、ユキから海軍予科練の話を聞き、猛勉強の末、倍率150倍をくぐりぬけて合格した。
お守りとして愛機の機首にビーグル犬のノーズアートを描いており、そのノーズアートと卓越した空戦技術から、レヴァーム側の飛空士からは「魔犬」と呼ばれる。
海猫作戦阻止に失敗し、海猫に敗れたことで、海猫撃墜に執着するようになり、空戦のたびに海猫を捜し求めるようになる。
吉岡 ユキ / 水守 美空
ユキは千々石の幼馴染、美空は天ツ上の国民的歌手として登場する人物だが、両者は同一人物。千々石は両者が同一人物であることを知っているが、彼女と幼馴染であることを周囲には隠している。
吉岡 ユキ（よしおか ユキ）
12歳。千々石の2歳年下。常日野出身。父とともに戦艦島にやってきて、14歳当時の千々石と出会った少女。天ツ人の父とレヴァーム人の母を持つベスタド。青い瞳と金髪を持つ。島の同級生からはいじめられているが、本人はそれを全く気にせず、時には男子相手に喧嘩で圧倒することもある。
常日野（サン・マルティリア）に住んでた頃は、戦艦島で受けている差別よりもかなり激しい差別を受けたようであり、その差別の内容を千々石に語ったとき、「レヴァームの文化は好きだけど、差別するところは嫌い。集団になるといやな人たちにみえる」と吐露している。
誰もが聞き惚れるほどの澄んだ声と高い歌唱力の持ち主で、将来はトップ歌手になることを夢見ている。海軍予科練に合格して島を離れる千々石と、お互いに夢をかなえることを約束した。
水守 美空（みずもり みく）
天ツ上人気ナンバーワンの国民的人気歌手。20歳。かつてはレヴァーム音楽であるジャズのシンガーとして名を馳せていたが、戦争によりジャズが敵性音楽として指定されたため、現在では天ツ上の歌謡曲を歌っている。
長い黒髪とスタイル、顔立ちの良さ、そして澄んだ声と高い歌唱力から海軍内にもファンが多く、慰問の際には多くの兵士からサインを求められた。千々石は彼女のジャズのレコードを常に聴いている。
波佐見 真一（はさみ しんいち）
天ツ上空挺兵団正規飛空母艦「雲鶴」航空隊編隊長。千々石とは地上では犬猿の仲で互いに嫌い合っている一方で、千々石の高い空戦技能に対して信頼を置いている。
空戦技術は千々石に言わせれば「首をひねるほど下手」だが、指揮官としての資質はあり、戦局全体を見回して冷静な判断を下せる。そのため、千々石からはその指揮能力に対しては信頼を置かれている。水守美空のファン。
ガガガ文庫版『とある飛空士への追憶』終章にも登場しているが、名前が設定されていなかった。本作で設定された名前は新装版の『追憶』へと逆輸入されている。
杉野 平助（すぎの へいすけ）
天ツ上空挺兵団正規飛空母艦「雲鶴」航空隊所属 19歳。千々石からの指名で千々石の列機を努めており、飛空士としての腕はかなり優秀。
千々石を心から慕っているが、筋骨隆々の力自慢なため、千々石からは「暑苦しい」と鬱陶しがられている。
松田 太一（まつだ たいち）
天ツ上空挺兵団正規飛空母艦「雲鶴」航空隊所属 19歳。杉野と同じく千々石からの指名で列機を努めている腕利き。杉野とともに「杉松」とコンビ扱いされている。
杉野とは対照的にやせ型で理知的な性格。
観音寺 秀明（かんのんじ ひであき）
千々石の予科練時代の同期。身長の低い、少年っぽい外見をしている。下巻序盤で世知原基地に異動してきた。その前は戦艦飛騨の観測機の搭乗員を務めていた。初陣において、通信機器やフロートの重みで鈍重な観測機で4機を撃墜する凄腕。予科練時代は成績を千々石、御堂と争っており、模擬戦闘で千々石を撃墜したことがある。
御堂 永臣（みどう ながおみ）
千々石の予科練時代の同期。身長190cm近い長身。下巻序盤で観音寺と共に世知原基地に異動してきた。その前は戦艦摂津の観測機搭乗員を務めており、初陣では敵3機を撃墜している。予科練時代は成績を千々石、観音寺と争っており、模擬戦闘で千々石を撃墜したことがある。
白瀬 一樹（しらせ かずき）
天ツ上海軍准将。トレバス環礁に設立されている飛行場を拠点とする音無航空隊の司令官。落ち着いた理知的な人物。

### 神聖レヴァーム皇国
海猫
グラン・イデアル航空隊編隊長を務めるエース級飛空士。本名は狩乃シャルル。シリーズ第1作『追憶』の主人公。
｢海猫作戦｣を遂行したパイロット本人。機密漏洩を防ぐため作戦完遂後しばらくは後方勤務に従事させられ、模擬空戦の教官役を務めていた。エースである彼を戦場に復帰させるに当たって、軍上層部は皇家からの干渉を避けるため、｢狩乃シャルル｣を死亡扱いにしたうえで偽名と偽の経歴を与えていた。偽名と偽の経歴がどのようなものであったのかは語られていない。
千々石と同程度の空戦技術を持つ飛空士で、生え抜きのエリートである松田をして「技量に差がありすぎる」と言わしめた。千々石とは互いに憧れを抱いており、撃墜することを夢見ている。レヴァーム海軍で唯一「イスマエル・ターン(左捻り込み)」を使える、最高クラスのエースパイロット。
セスタ・ナミッツ
神聖レヴァーム皇国軍総司令官。連戦連敗の責任を取って更迭されたマクセル大将に代わって総司令官に就任した。
組織内政治に長けたマクセル大将とは対照的な、戦争に強い司令官。モデルはアメリカ海軍太平洋艦隊司令長官チェスター・ニミッツ。
ヴィルヘルム・バルドー
神聖レヴァーム皇国海軍第一機動艦隊司令長官。あだ名は「ブルドッグ」「猛将バルドー」。
大の天ツ人嫌いであり、天ツ人を「猿」と公言してはばからない。将校達の前で「戦争ではない。諸君らの仕事は猿狩りだ。目に映る猿を殺せ、一匹残らず皆殺しにせよ、全身全霊をかけて猿を殺す喜びにひたれ」と訓示するなど、生理的嫌悪といえる程である。天ツ人を地上から殲滅したいと願っている。その一方で味方には惜しみない愛情を注ぎ、特に優秀な味方を誰よりも愛する。天ツ人との混血であるシャルルでさえ、「海猫作戦」を成功させた功績を高く評価されている。
士官学校時代は成績が最下位であり、上記の様な歪んだ思想と下品な言動をマクセル大将から嫌われて後方支援にまわされていたが、軍人としては非常に優秀なため、ナミッツ大将から指名されて司令長官に就任した。モデルはアメリカ海軍第3艦隊司令長官を務めたウィリアム・ハルゼー・ジュニア。
ラモン・タスク
神聖レヴァーム皇国海軍中佐。
海猫作戦を立案した人物。海猫作戦のほとぼりが冷め、皇家がシャルルからの情報流出への警戒を緩めるであろう1年後を狙って、海猫を再び空戦に参加させることをバルドーに提言した将校。海猫のことを信頼しており、皇家からの干渉や海猫作戦の情報流出を恐れるバルドーを説得した。海猫の功績のためか、エスト・ミランダ沖海戦ではバルドーの右腕になっている。
『とある飛空士への追憶』にも登場しているが、ガガガ文庫版ではこの人物はアントニオという名前であった。本作で「ラモン・タスク」という名前に変更され、新装版「追憶」へ逆輸入された。
ファナ・レヴァーム
シリーズ第1作『追憶』のヒロイン。上巻冒頭で描かれた「海猫作戦」の場面で登場し、「海猫」との2度目の対決の最中に機転を利かせ、彼女に対して無警戒だった千々石に後方機銃を浴びせたという『追憶』のエピソードに言及されている。また「海猫」の想い人としても言及されている。物語の結末となる下巻の4章時点では皇王カルロに代わる実権を掌握して執政長官の座についており、千々石の活躍に乗じた形で中央海戦争を休戦へと導く。
『追憶』に登場した時点ではファナ･デル・モラルの名であったが、同作の終章で皇妃となり「ファナ・レヴァーム」に改姓したことが言及されている。シリーズ第2作『とある飛空士への恋歌』にも登場する。
フィガロ・レヴァーム
神聖レヴァーム皇国皇王。下巻序盤で崩御した。
カルロ・レヴァーム
前皇王フィガロの後を継ぎ、新皇王となった皇子。ファナの夫。シリーズ第1作『追憶』にも登場している。高い理想を抱く一方で治世能力は乏しい。帝政天ツ上の下士官にすら悪評が届いており、松田は「相当な愚か者」、波佐見は「前代未聞の愚か者」と評している。物語の結末時点では、ファナに実権を奪われていることが言及されている。
ペルレ
名前のみ登場。およそ100年前に飛空艦艇で天ツ上に飛来し、当時の天ツ上幕府を砲門で脅し、不平等条約を押し付けた人物とされる。

## 登場兵器

### 帝政天ツ上
真電
天ツ上海軍が主力戦闘機として運用する単座の艦上戦闘機。先尾型、推進式配置のモーター、逆ガルウィングの主翼を特徴とする。機首に30mm機銃2門、主翼付け根に13mm機銃2門を装備している他、胴体下部に250kg爆弾1発を搭載する事も可能。
原動機はDCモーター「讃(たたえ)」。水素電池スタックから出力される電力で駆動する。最高速度、機動性、航続力などあらゆるスペックでレヴァーム機を圧倒する。
機体形状や名称は旧日本海軍の試作局地戦闘機の震電がモデル(特にコミック版『とある飛空士への追憶』では機体形状が震電に酷似している)だが、「火力や運動性能に優れ、敵から恐れられる艦上戦闘機」という設定は零式艦上戦闘機がモデルとなっている。
真電改
真電の改良型。新型の水素電池スタックと、アイレスⅣのモーター以上に大出力のモーター「頂(いただき)」を搭載。改良の結果、最高速度、上昇力、高高度性能、武装、航続距離全てで真電を上回っている。また、無線通信機を搭載したことで味方部隊と音声通信を行えるようになっている。武装は30mm機銃2門、15mm機銃4門を全て胴体内に装備する。
前作「とある飛空士への恋歌」と次作「とある飛空士への誓約」にも登場する。
六十七式艦上戦闘機
真電以前の古い世代の艦上戦闘機。降着装置は固定式である。
連星
500kg爆弾を運用する艦上急降下爆撃機。
天水
酸素魚雷を運用する艦上雷撃機。海面に着水中の敵艦艇への攻撃を主任務とする。
彩風
複座艦上偵察機。
七式飛空艇
大型の飛空艇。ずんぐりした胴体を持つ。
防府
八神機動艦隊旗艦の正規飛空母艦。
雲鶴
天ツ上海軍の正規飛空母艦。爆撃機、雷撃機、戦闘機など80機を搭載する。「とある飛空士への追憶」にも登場している。
真鶴
雲鶴と同型の正規飛空母艦。
飛騨
八神機動艦隊第四戦隊所属の超弩級飛空戦艦。排水量6万トン、全長260m。主砲は50cm砲。最大戦速は50ノットを超える。一流の艦内設備を誇り、「飛騨ホテル」の二つ名を頂戴している。
摂津
飛騨と同じく八神機動艦隊第四戦隊の超弩級飛空戦艦。飛騨と同等のスペックと艦内設備を持ち、「摂津ホテル」とも呼ばれている。
酸素魚雷
雷撃機が水上艦艇に対して使用する魚雷。飛行能力を持たないため飛行中の飛空艦艇に対しては無力だが、炸薬量が多いため水上艦艇や着水中の飛空艦艇に対しては比類なき威力を発揮する。西海においては、レヴァームは運用コストのかかる飛空艦艇ではなく水上艦艇を多く用いるため、この魚雷の使用頻度もあがる。
酸素空雷
飛空艦艇に対して使用される大型空雷。

### 神聖レヴァーム皇国
サンタ・クルス
シリーズ第1作の主役機。本作でも海猫作戦を描いた冒頭に登場する。レヴァーム空軍の最新鋭複座水上偵察機。唯一の武装は後部機銃の13mm機銃一門。操縦系がアイレスⅡと共通している。収納式の着水用フロートによって高い速度性能と機動性を獲得している。フロート以外に通常のランディングギアも装備する水陸両用機であり、海上へ着水して水素を補給することで無制限の航続距離を獲得できる。
アイレスII
単座戦闘機。シリーズ第1作冒頭でシャルルが搭乗していた機体。
中央海戦争開戦時にはレヴァーム側の最新鋭機とされていたが、真電と圧倒的な性能差があり陳腐化した。
アイレスIII
アイレスIIの後継機。真電の性能を超えるには及ばず、真電に一方的に撃墜されている。
アイレスIV
真電よりも大幅に出力の高い発動機を装備している。真電を大きく上回る防御性能を持ち、その他の各性能も真電に劣らない。20mm機銃を装備している。生産力の高さもあり、数で真電を押す戦法を取る。
アイレスV
大出力モーターに加え、天ツ上に先駆けて実用化した自動空戦フラップの採用によって、真電改をも上回る運動性能を獲得した最新鋭機。武装は20mm機銃。前作「とある飛空士への恋歌」および次作「とある飛空士への誓約」にも登場する。
下巻の口絵ではTa152に似た、長大な直線翼と長く伸びた機首を持つ機体として描かれている。
グラナダII
全長22m、全幅35mの大型爆撃機。機体の至る所に15mm旋回機銃を備え、防弾性も高い。
ロス・アンゲレス(LAG)
複座の急降下爆撃機。500kg爆弾を運用し、後方機銃として14mm機銃を備える。
サン・リベラ
艦上雷撃機。
グラン・イデアル
第一機動艦隊、通称「バルドー機動艦隊」旗艦を務める正規飛空母艦。従来型の1.75倍という高い出力を持つ新型揚力装置を8基装備することで、従来の正規空母よりも大型化・重武装化を達成している。全長260m、搭載機数は120機。艦長はヴィルヘルム・バルドー。海猫が航空編隊長を務める。バルドー機動部隊にはグラン・イデアルの他にも同型艦19隻が配備されている。
VT信管
弾丸内に電波の送受信機を装備し、目標に接近したときに自動的に弾頭を炸裂させる信管。天ツ上でも概念自体は存在していたが、発射時に2万Gを超える衝撃がかかるため実現は不可能とされていた。レヴァームが天ツ上に先んじて実用化にこぎつけ、バルドー機動艦隊の艦艇が多くの天ツ上機を撃墜している。

## 地名
帝政天ツ上
天ツ人の治める、東方大陸を領土とする国。第二次世界大戦当時の大日本帝国がモデルとなっている。首都は「東都」。紀元は「皇紀」。作者の出身地である九州由来の地名・人名が多い。
大瀑布により隔てられた海を挟んだレヴァームとは、飛空機械が発達した作中時間の100年前に遭遇。60年前の戦争に敗戦して領土の一部を自治区として割譲している。国内総生産はレヴァームの1/10と貧しいため、「富国強兵」「臥薪嘗胆」をスローガンに掲げ、中央海戦争の短期決戦・短期和平を狙っている。
国家予算の半分を軍事費に割り当てるという極端なまでの予算の割り振りの結果、軍事国家として成長し、中央海戦争では連戦連勝となっている。
古来より豊かな自然に囲まれ、天ツ人は農耕民族として発展してきた。
国民は黄色人種によって構成される。白色人種であるレヴァーム人やハーフに対しての差別や蔑称(レヴァーム人は「白豚」、ハーフは「鬼」。)は存在するものの、レヴァームとは異なり、社会制度としての差別ではなく、また差別への自覚も存在する。
軍用機に塗装されている国籍マークは「月桂冠に右三つ巴」。
戦艦島
幼少期の千々石が過ごした島。もとは100mに満たない小さな岩礁だったが、良質な石炭を産出する海底炭田が発見されたため大企業が資本を投資。全長300mまで埋め立てられ、炭坑労働者が集まるようになる。その数は5000人にものぼり、地表面に収容しきれなくなったため6～7階建ての高層団地が労働者住宅として多数建設され、見た目が戦艦にそっくりとなったため戦艦島と呼ばれるようになった。
長崎の「軍艦島」がモデル。
大牟田
戦艦島の近くにある都市。海軍の飛行場がある。
常日野 / サン･マルティリア
60年前の戦争にレヴァームが勝利したことによって、レヴァーム自治区として割取された土地。「とある飛空士への追憶」のヒロイン、ファナの生まれ育った土地でもある。元々は農村や漁村が散在するのどかな土地だったが、大陸間貿易港として発展を遂げた。
中央海戦争により天ツ上に奪還された。
伊予島
東海の大瀑布付近にある山岳と樹林に覆われた島。自転車なら4時間ほどで一周できる小島で、飛行場は2本の滑走路が存在する。守備隊は1万名ほど。
バルドー機動艦隊の東進に伴い、天ツ上への進撃の足がかりとして攻略された。攻略当初は艦砲射撃と航空機による爆撃が繰り返された事で守備隊も壊滅し、3日もあれば陥落すると予想されていた。レヴァーム第一海兵師団は「猿狩り」を名目に火炎放射器やブルドーザー、戦車という本格的な装備で上陸したが、天然洞窟や採石坑道跡に拠点を構えていた守備隊から粘り強い抵抗を受ける。夜闇に紛れての切り込みや、地雷を抱いての戦車への特攻などの捨て身攻撃で、第一海兵師団の損耗率は55%を超え、精神疾患を発症する海兵隊員が続出した。撤退した第一海兵師団に替わって上陸した第七海兵師団の手により陥落したのは攻撃開始から1ヶ月後であった。
伊予島の戦いはペリリューの戦いへのオマージュとなっており、チェスター・ニミッツが書いたとされる詩文へのオマージュ描写もある。
劇場版「とある飛空士への追憶」では、「Iou-shima（イオウシマ）」になっている。
淡島
伊予島の東にある島で、天ツ上にとっては東海における最大拠点にして西進の拠点。天ツ上領土となってから長く、天ツ上語が通じる。気候、風土も天ツ上本土と似通っていて、高級旅館なども存在する。大刀洗飛行場、大刀洗湾、大刀洗要塞があり、下巻では最終決戦の舞台となった。
神聖レヴァーム皇国
西方大陸を治める国。首都はエスメラルダ。その高い国力や産業力に物を言わせて帝政天ツ上へ無理な要求を通し続けてきた。レヴァーム皇家を頂点として2億1000万人の国民が厳しく階級化された、王権神授説が健在の絶対王政国家。スペイン由来の人名・地名が多いが、強大な産業力と軍事力は第二次世界大戦当時のアメリカがモデルとなっている。
60年前の天ツ上との戦争に大勝し、サン・マルティリアを自治区として併合したが、その後、急激に軍事力を伸ばした天ツ上に遅れを取り、中央海戦争では連戦連敗している。天ツ上とは対照的に、厳しい自然を切り拓いて発展してきた狩猟民族。今までに遭遇した異邦民とは例外なく戦火を交え、殲滅することで西方大陸を支配してきた。有色人種である天ツ人に対する偏見が極端とも言えるほど激しく、天ツ人を「猿」と呼び、階級外の「人ではないもの」として扱う。天ツ上におけるレヴァーム人差別があくまでも感情としての差別であるのに対して、レヴァームにおける天ツ人差別は社会制度としての差別であり、なおかつ無自覚的に行われている。ベスタドであるユキいわく、「犬や猫や猿を、人間の生活する場所に入れさせないのと同じ感覚」「道、公園、バス、トイレ等においても、レヴァーム人は天ツ人を自分らと同じ場所には入れさせない」といったものである。
トレバス環礁
天ツ上海軍の飛行場、美都原飛行場が建設されている環礁。レヴァーム本土に近い最前線基地。
サイオン島
レヴァーム海軍の飛行場「ラ・ビスタ飛行場」がある島。トレバス環礁よりもレヴァーム本土に近く、作中では天ツ上に占領された。また、それに伴い飛行場は「世知原基地」へ改名された。
シリーズ第1作での、海猫作戦における主人公達の目的地。

## 用語
中央海戦争
帝政天ツ上と神聖レヴァーム皇国の間に横たわる中央海を主戦場として、皇紀3210年1月に勃発した2国間戦争。開戦の直接的な経緯は描かれていない。この戦争における天ツ上の目的は、レヴァームに占領された土地の奪還及び人種差別への抵抗である。一方のレヴァームは「『天ツ人＝猿』をこの世から殲滅し、『猿』によって汚された地を人間の手に取り戻すこと」を大義名分として掲げているが、実際の目標については描写がない。開戦後しばらくは天ツ上が優勢であったが、「エスト･ミランダ沖海戦」で正規空母6隻のうち4隻が着水中のところを潜水艦に撃沈されたうえ、レヴァーム艦隊への攻撃に参加した艦載機の大部分がレーダー誘導を受けるレヴァーム戦闘機とVT信管による対空砲火によって撃墜され数多くの熟練飛空士を失うという大敗北を喫する。これ以降は産業力に勝るレヴァームが優勢となり始める。
太平洋戦争がモデルとなっており、海戦の展開や軍人の人名、兵器の開発史など随所に渡り太平洋戦争へのオマージュが見られる。
大瀑布
中央海を東西に切り裂く、高低差1300mの滝。低いほうが天ツ上の支配する東海、高いほうがレヴァームの支配する西海である。作中の時点で両端は見つかっていないが、本作より後の時代を描いた前作「とある飛空士への恋歌」で大瀑布の全体像を含めた世界像が判明している。この滝があったため、飛空機械が登場するまで天ツ上とレヴァームはお互いの存在を認識していなかった。
水素電池
飛空士シリーズに登場する架空のエネルギー源。産業革命を経た後の「第2の産業革命」とも呼ばれる。「錬金術師」による発明とされ、エネルギーを消費せずに水を水素と酸素に分解する架空の触媒が用いられている。無尽蔵の海水を利用しての発電・蓄電双方が可能であるため、作中ではあらゆる飛空機械の動力源として用いられる。フロートを装備した機体ならば海上に着水し、海水から水素を補充することで事実上ほぼ無制限の航続力を得ることが出来る。ただし、運動性の低下を嫌い、飛行中はデッドウェイトとなるフロートを装備しない真電のような機体も増加しており、そのような機体は無制限の航続距離は得られない。
水素電池が発生させた電気で稼働する発動機は「DCモーター」である。モーターを用いる関係から、飛空機の推進装置はプロペラとなる。
オーバーブースト
大量の水素を空気中の酸素と一気に反応させることで発生した大電力と引き換えに、一時的に高速飛行を行う操作。燃料である水素を一度に大量に消費する。
左捻り込み
上方への斜め宙返りの頂点で半ロールを打ち、主翼の揚力、モーターの推進力、重力が釣り合う一点を利用し行うと表現される特殊な空戦機動。「空間に真空を現出させる」「無重力状態のような不思議な機動」とも表現されている。
1回の旋回で自機を追尾する敵機の背後を取れるが、高Gがかかるためパイロットや機体に高い負担を強いる。操作を誤るとブラックアウト、失神、失速、機体の空中分解に繋がる危険な技。エースパイロットでもこの機動を行える者は極めて少なく、作中では海猫と千々石の2人しか使えない。天ツ上では「特一級空戦技術」、レヴァームでは「S級空戦技術」とされている。レヴァームにおける名は「イスマエルターン」。「恋歌」でも海猫の技として描写されるほか、「誓約」では「カルステン・ターン」という名で登場。
坂井三郎が用いたとされる空戦機動の「左捻り込み」をモチーフとした架空の機動である。本来の左捻り込みはプロペラの後流、カウンタートルクおよびジャイロモーメントを利用しているため、推進式の機体や二重反転プロペラ機には不可能であるが、本作に登場する左捻り込みはそのような制約は存在しない。
揚力装置
飛空戦艦等の空飛ぶ船が飛行に使用する装置。水素電池によって駆動するが、それ以上の詳細な原理や構造は作中では語られていない。水上航行中の艦艇が飛行を開始するには、一旦停止したのちに揚力装置を始動させる必要がある。飛行能力を持たない通常の水上艦にも後付けで装備させ、飛空艦艇へと改造することも可能。主翼で揚力を獲得する飛空機には装備されておらず、飛空艦艇に特有の装備品である。

## 既刊一覧
- 犬村小六（著） / 森沢晴行（イラスト）、小学館〈ガガガ文庫〉、全2巻
  1. 『とある飛空士への夜想曲（上）』2011年7月25日初版第1刷発行（7月20日発売[11]）、ISBN 978-4-09-451285-4
  2. 『とある飛空士への夜想曲（下）』2011年9月22日初版第1刷発行（9月17日発売[12]）、ISBN 978-4-09-451298-4

ガガガ文庫と81プロデュースとの協業制作で2021年3月22日に上巻・下巻ともオーディオブック化された。朗読は三宅貴大（朗読＋観音寺秀明ほか）、田所陽向（千々石武夫）、宮原颯希（吉岡ユキ＋水守美空）、三宅健太（波佐見真一ほか）、内野孝聡（杉野平助ほか）、上西哲平（松田太一ほか）、長谷徳人（海猫ほか）、木暮晃石（八神ほか）。